# Record de France du 3 000 mètres
Pour un article plus général, voir Records de France d'athlétisme.
Les records de France seniors du 3000 mètres sont actuellement détenus, chez les hommes, par Jimmy Gressier en 7 min 30 s 18 (établit le 8 février 2025), et par Bouchra Ghezielle chez les femmes, en 8 min 35 s 41 (établi le 1 juillet 2005).

## Records par catégories
| Catégorie       | Hommes (au 17 février 2025) | Hommes (au 17 février 2025) | Hommes (au 17 février 2025) | Femmes (au 17 février 2025) | Femmes (au 17 février 2025) | Femmes (au 17 février 2025) |
| Catégorie       | Temps                       | Athlète                     | Date                        | Temps                       | Athlète                     | Date                        |
| --------------- | --------------------------- | --------------------------- | --------------------------- | --------------------------- | --------------------------- | --------------------------- |
| Minime - U16    | 8 min 44 s 25               | Florian Carvalho            | 10 octobre 2004             |                             |                             |                             |
| Cadet(te) - U18 | 8 min 10 s 9                | Benoit Zwierzchlewski       | 8 août 1993                 | 9 min 13 s 77               | Charlotte Audier            | 20 octobre 1996             |
| Junior - U20    | 7 min 48 s 98               | Bouabdellah Tahri           | 18 juin 1997                | 9 min 03 s 53 (i)           | Fleur Templier              | 7 décembre 2024             |
| Espoir - U23    | 7 min 37 s 50               | Morhad Amdouni              | 17 juillet 2009             | 8 min 38 s 97               | Marie-Pierre Duros          | 10 juillet 1989             |
| Sénior          | 7 min 30 s 18 (i)           | Jimmy Gressier              | 8 février 2025              | 8 min 35 s 41               | Bouchra Ghezielle           | 1 juillet 2005              |
| Master 0 - M35  | 7 min 38 s 28               | Abdellah Behar              | 29 juillet 1998             | 8 min 57 s 01 (i)           | Christine Bardelle          | 7 février 2013              |
| Master 1 - M40  | 8 min 12 s 33               | Michael Simon               | 21 mai 2023                 | 9 min 14 s 72               | Nicole Leveque              | 17 juillet 1994             |
| Master 2 - M45  | 8 min 25 s 31               | Loic Letellier              | 8 mai 2022                  | 9 min 11 s 67 (i)           | Nicole Leveque              | 11 février 1996             |
| Master 3 - M50  | 8 min 41 s 2                | Christian Geffray           | 7 juillet 2004              | 10 min 06 s 56              | Blandine Ducret-Bitzner     | 20 mai 2018                 |
| Master 4 - M55  | 9 min 06 s 46               | Mohammed El Yamani          | 15 juin 2022                | 10 min 22 s 59              | Martine Robine              | 4 mai 2008                  |
| Master 5 - M60  | 9 min 40 s 39               | Armand Tande                | 18 mai 2008                 | 11 min 05 s 83              | Maryse Le Gallo             | 28 avril 2024               |
| Master 6 - M65  | 10 min 28 s 03              | Patrick Roussel             | 10 juillet 2013             | 11 min 55 s 12              | Martine Robine              | 19 mai 2019                 |
| Master 7 - M70  | 10 min 53 s 01 (i)          | Jean-claude Demarque        | 13 janvier 2018             | 13 min 10 s 22 (i)          | Laurence Alnet              | 15 février 2025             |
| Master 8 - M75  | 11 min 39 s 93 (i)          | Jean-louis Esnault          | 7 mars 2015                 | 15 min 01 s 87              | Yolande Marchal             | 11 juillet 2018             |
| Master 9 - M80  | 12 min 32 s 01              | Jean-louis Esnault          | 12 juillet 2020             | 17 min 29 s 70              | Denise Leclerc              | 6 juillet 2017              |
| Master 10 - M85 | 20 min 08 s 95              | Jean-pierre Wermuth         | 1 octobre 2022              |                             |                             |                             |

## Chronologie du record de France

### Hommes
| Temps             | Athlète                  | Date               | Lieu                |
| ----------------- | ------------------------ | ------------------ | ------------------- |
| 9 min 22 s 4      | Albin Lermusiaux         | 30 avril 1895      | Paris croix-catelan |
| 9 min 18 s 2      | Henri Deloge             | 22 octobre 1899    | Paris croix-catelan |
| 9 min 02 s 4      | Louis Bonniot De Fleurac | 19 juin 1904       | Paris croix-catelan |
| 8 min 49 s 6      | Jean Bouin               | 6 mai 1911         | Colombes            |
| 8 min 45 s 2      | Joseph Guillemot         | 9 octobre 1921     | Saint cloud         |
| 8 min 42 s 8      | Lucien Duquesne          | 10 juin 1923       | Paris pershing      |
| 8 min 42 s 2      | Joseph Guillemot         | 31 mai 1925        | Paris pershing      |
| 8 min 40 s 8      | Jules Ladoumegue         | 20 octobre 1927    | Colombes            |
| 8 min 36 s 2      | Roger Rochard            | 4 juin 1933        | Paris jean bouin    |
| 8 min 33 s 6      | Raymond Lefebvre         | 17 août 1933       | Paris jean bouin    |
| 8 min 30 s 6      | Paul Messner             | 9 octobre 1937     | Paris jean bouin    |
| 8 min 28 s 6      | Roger Rochard            | 9 octobre 1938     | Paris jean bouin    |
| 8 min 25 s 7      | Raphaël Pujazon          | 25 septembre 1941  | Paris jean bouin    |
| 8 min 20 s 5      | Raphaël Pujazon          | 18 juillet 1945    | Paris jean bouin    |
| 8 min 19 s 6      | Jean Vernier             | 22 juin 1949       | Bruxelles           |
| 8 min 12 s 4      | Michel Jazy              | 9 juin 1957        | Varsovie            |
| 8 min 04 s 6      | Michel Bernard           | 27 juin 1957       | Tourcoing           |
| 8 min 00 s 0      | Michel Bernard           | 21 juin 1960       | Zurich              |
| 7 min 57 s 0      | Michel Bernard           | 10 septembre 1960  | Oslo                |
| 7 min 56 s 2      | Robert Bogey             | 18 août 1961       | Trelleborg          |
| 7 min 49 s 2      | Michel Jazy              | 27 juin 1962       | Saint maur          |
| 7 min 49 s 0      | Michel Jazy              | 23 juin 1965       | Melun               |
| 7 min 43 s 8      | Jacky Boxberger          | 1er septembre 1976 | Cologne             |
| 7 min 40 s 99     | Francis Gonzalez         | 18 juillet 1979    | Lausanne            |
| 7 min 37 s 74     | Cyril Laventure          | 19 août 1990       | Cologne             |
| 7 min 35 s 60     | Eric Dubus               | 18 août 1995       | Cologne             |
| 7 min 35 s 60     | Mustapha Essaid          | 11 juillet 1998    | Villeneuve-d'ascq   |
| 7 min 34 s 46     | Driss El Himer           | 29 juillet 1998    | Paris-charléty      |
| 7 min 30 s 78     | Mustapha Essaid          | 8 août 1998        | Monaco              |
| 7 min 30 s 18 (i) | Jimmy Gressier           | 8 février 2025     | New York            |